# Българска социалдемокрация – Евролевица
Българска социалдемокрация – Евролевица е българска социалдемократическа партия.
Председател на партията е Александър Томов. Приета е в Социалистическия интернационал през 1999 г., като по-късно е изключена на 2 юли 2011 г. Символите на партията са стилизирана червена роза и бяла лястовица, а знамето ѝ е изцяло в зелен цвят.
Политическа партия Българска Социалдемокрация единствената българска социалдемократическа партия в най-новата българска история, самостоятелно избрана за парламентарна сила през 1997 г.
Партиен химн е „Интернационалът“. Седалището на партията е в София. През 2016 година професор Александър Томов участва на президентските избори като кандидат. През следващите няколко години партия Българска социалдемокрация участва в изборите в коалиция с други извънпарламентарно представени политически формации. Движение „ЗАЕДНО за промяна“ е едно от големите опозиционни движения през последните 20 години.

## Парламентарни избори

### 2005 г.
На парламентарните избори през 2005 година партията участва в рамките на Коалиция на розата (Българска социалдемокрация, Обединен блок на труда, НДПС). Коалицията постига резултат 1,3% от гласовете, остава извън парламента и след изборите коалицията се разпуска.

### 2022 г.
На парламентарните избори през 2022 г. партията участва с бюлетина № 26.